# Liam Aiken
Liam Padraic Aiken (født 7. januar 1990) er amerikansk skuespiller, som har medvirket i flere film, såsom Stepmom og Good Boy!. Han har også medvirket som Klaus Baudelaire i Lemony Snicket - En ulykke kommer sjældent alene.

## Biografi

### Opvækst
Liam blev født i Manhattan, New York som den eneste barn af Bill Aiken, en MTV-producer og en irsk immigrant hans mor Moya Aiken. Han fik sin professionelle debut i en Ford-reklame. Liam fik sin Broadway debut i teatrets opsætning af A Doll's House (efter Henrik Ibsens Et Dukkehjem) i en alder af 7 år og hans filmdebut i Henrys Fool, hvor han spillede Parker Poseys søn. Liams far døde af cancer, da Liam kun var 2½ år gammel. Det var pga hans lidt rastløse væsen, at hans mor forslog ham at spille skuespil, og da han fandt det sjovt at spille skuespil, blev han ved.

### Karriere
Liams første store rolle var som Susan Sarandons søn i filmen Stepmom i 1998, hvor også Julia Roberts og Jane Malone medvirkede. Han optrådte som Tom Hanks' søn i filmen Road to Perdition fra 2002. Han medvirkede i familiefilmen om hunde fra det ydre rum Good Boy!, hvor han spillede hovedrollen, Owen Baker, i 2003. Han afslog at spille rollen som Cole Sear i filmen The Sixth Sense (1999), fordi hans mor syntes at han var for lille til at spille sådan en død-fikseret rolle: rollen gik i stedet til Haley Joel Osment. Liam var også overvejet til rollen Harry Potter, da han tidligere havde arbejdet sammen med filmens instruktør Chris Columbus i filmen Stepmom. Uheldigvis var han ude af stand til at få rollen, da J. K. Rowling insisterede på, at skuespilleren, som skulle spille Harry Potter skulle være britisk, og da Liam jo ikke var det, gik rollen til anden ung skuespiller, nemlig Daniel Radcliffe. Liam fik i stedet rollen som den intelligente 12-årige forældreløse dreng Klaus Baudelaire i filmen Lemony Snicket - En ulykke kommer sjældent alene i 2004.

### Priser
Broadcast Film Critics Association Awards
- 2005: Nomineret til "Best Young Actor" for: Lemony Snicket - En ulykke kommer sjældent alene

Young Artist Awards
- 2005: Nomineret til "Young Artist Award Best Performance in a Feature Film – Leading Young Actor" for: Lemony Snicket - En ulykke kommer sjældent alene
- 2004: Nomineret til "Young Artist Award Best Performance in a Feature Film – Leading Young Actor" for: Good Boy!
- 2003: Nomineret til "Young Artist Award Best Performance in a Feature Film – Supporting Young Actor" for: Road to Perdition
- 1999: Vandt "Young Artist Award Best Performance in a Feature Film – Young Actor Age Ten or Under" for: Stepmom

### Trivia
- Liam er enebarn
- Er 1.73 m. høj
- Spiller guitar
- Har medvirket i 2 film sammen med Jude Law, men har, indtil videre, ikke optaget en eneste scene sammen med ham.
- Har en miniature italiensk greyhound kaldet Kes, som han fik af crewet bag Good Boy!.
- Er gode venner med Tim Robbins og Susan Sarandons søn, Miles Robbins.

## Filmografi
| År   | Titel                                            | Rolle             | Bemærkninger |
| ---- | ------------------------------------------------ | ----------------- | --- |
| 1997 | A Doll's House                                   | Bobby Helmer      | Broadway opsætning |
| 1997 | Henry Fool                                       | Ned               | |
| 1998 | Manden i mit liv                                 | Nathan            | Spillede overfor Jennifer Aniston |
| 1998 | Law & Order                                      | Jack Ericson      | Tv-serie |
| 1998 | Stepmom                                          | Ben Harrison      | Spillede overfor Julia Roberts og Susan Sarandon 1999: Vandt "Best Performance in a Feature Film - Young Actor Age Ten or Under" hos 'Young Artist Awards'                                |
| 2000 | I Dreamed of Africa                              | Emanuel som lille | |
| 2001 | Sweet November                                   | Abner             | |
| 2001 | The Rising Place                                 | Emmett Wilder     | |
| 2002 | Road to Perdition                                | Peter Sullivan    | 2003: 'Young Artist Awards'-nominering for "Best Performance in a Feature Film - Supporting Young Actor"                                                                                  |
| 2002 | Law & Order: Criminal Intent                     | Robbie Bishop     | Tv-serie |
| 2003 | Good Boy!                                        | Owen Baker        | 2004: 'Young Artist Awards'-nominering for "Best Performance in a Feature Film - Leading Young Actor"                                                                                     |
| 2004 | Lemony Snicket - En ulykke kommer sjældent alene | Klaus Baudelaire  | 2005: 'Broadcast Film Critics Association Awards'-nominering for "Best Young Actor" 2005: 'Young Artist Awards'-nominering for "Best Performance in a Feature Film - Leading Young Actor" |
| 2006 | Fay Grim                                         | Ned Grim          | |
| 2007 | Law & Order                                      | Tory Quinlann     | Tv-serie |
| 2008 | Airborn the Movie                                | Matt Cruse        | pre-produktion |